# 陈伟 (1969年)
陈伟（1969年7月—)，中華人民共和國政治人物，籍貫浙江省舟山市。1992年8月参加工作，1995年8月加入中共，华东政法学院在职法律硕士。现任中共嘉兴市委书记。

## 生平
2002年12月，任嵊泗县检察院检察长；2003年12月，任舟山市定海区委常委、常务副区长；2007年6月，任中共岱山县委副书记。2008年9月，任岱山县县长。
2011年11月，任中共武义县委书记。2013年6月，升任中共金华市委常委；
2016年7月，任浙江省海洋港口发展委员会副主任。
2021年10月，任浙江省司法厅党委书记。2021年11月，任浙江省司法厅厅长。
2022年9月，出任中共嘉兴市委书记。